# آلبرت براون (بازیکن فوتبال، زاده ۱۸۶۲)
آلبرت براون (انگلیسی: Albert Brown; ۷ ژانویهٔ ۱۸۶۲ – ۱۹۳۰ (۶۷−۶۸ سال)) بازیکن فوتبال اهل بریتانیا بود.
از باشگاه‌هایی که در آن بازی کرده‌است می‌توان به باشگاه فوتبال استون ویلا اشاره کرد.